# 野田市立宮崎小学校
野田市立宮崎小学校（のだしりつみやざきしょうがっこう）は、千葉県野田市の中央地区にある公立小学校。通称は「宮小」（みやしょう）。

## 沿革
- 1956年10月 - 野田市立中央小学校の分校として校舎（18学級）が完成。同時に児童744名（16学級）、職員17名が中央小学校より異動。
- 1957年
  - 1月1日 - 野田市立宮崎小学校として独立開校、PTA発足。
  - 11月 - 校歌制定およびPTAの歌制定。
- 1959年7月13日 - プール竣工。
- 1963年2月27日 -  県より保健体育優良校表彰受賞。
- 1965年
  - 1月26日 - 県より環境美化優良校表彰受賞。
  - 4月27日 - 体育館竣工。
- 1966年4月7日 - 県教育委員会より体育研究校に指定。
- 1967年11月28日 - 文部省より体育優秀学校表彰受賞。
- 1968年3月8日 - 管理棟竣工。
- 1969年7月14日 - 読売教育賞受賞（保健体育研究校）。
- 1972年10月4日 - 給食センター方式による給食開始。
- 1977年4月1日 - 野田市立柳沢小学校設立分離。児童215名転出。
- 1979年11月14日 - 理科研究指定（市教育委員会）
- 1980年10月24日 - ソニー理科教育振興資金金賞受賞（理科教育優良賞）
- 1981年
  - 10月23日 - ソニー理科教育振興資金金賞受賞（理科教育優秀賞）
  - 11月2日 - 理科教育功労団体表彰受賞（県教育委員会）
- 1982年2月3日 - 創立25周年記念誌発行。
- 1983年1月28日 - 安全教育優良校表彰受賞（県教育委員会）
- 1986年
  - 11月6日 - 理科公開研究会開催（市教育委員会指定）
  - 11月22日 - 創立30周年記念式典挙行。
- 1992年10月27日 - 学校同和教育公開研究会開催（市教育委員会指定）
- 1996年
  - 10月16日 - コンピュータ教育公開研究会開催（市教育委員会指定）
  - 11月16日 - 創立40周年記念式典挙行。
- 2002年11月16日 - 豊かな心を育てる地域公開事業指定（県教育委員会指定道徳 授業公開）
- 2003年6月1日 - 学校評議員制度の導入。
- 2004年4月1日 - 二学期制度導入。
- 2005年10月1日 - メディアルーム完成。
- 2006年11月18日 - 創立50周年記念式典挙行。
- 2013年
  - 8月28日 - 教室棟西校舎耐震補強工事完了。
  - 11月17日 - 体育館耐震補強工事完了。
  - 11月27日 - 市教委指定ボトムアップ公開授業研究会開催（算数科）
- 2014年10月10日 - 教室棟東側改築に伴い2年、3年、6年、なかよし学級仮設校舎移動。
- 2016年12月8日 - 教室棟完成。
- 2018年3月31日 - 空調設備完成。

## 教育目標
大きく　豊かに　たくましく
1. てきぱき行動する子（競い合い）
2. はきはき応対する子（認め合い）
3. こつこつと取り組む子（学び合い）

## 主な行事
- 4月 - 始業式・入学式・避難訓練・表札訪問
- 5月 - 犯罪防止教室（1年）・松風運動会（運動会）
- 6月 - 市内陸上競技大会・校外学習（2年）・林間学校（5年）
- 7月 - 浄水場見学（4年）・個人面談・大掃除・引き渡し訓練・水泳学習・夏期休業
- 9月 - 避難訓練・校外学習（4年）・修学旅行（6年）
- 10月 - 前期終業式・後期始業式・校外学習（1年）・校外学習（5年）・社会科見学（3年）
- 11月 - 生活習慣病検診（4年）・プログラミング教室（5年）・避難訓練
- 12月 - 校外学習（6年）・がんばり走大会・個人面談・キャリア教育・大掃除・冬季休業
- 1月 - 校内席書会・芸術鑑賞会
- 2月 - 中学校体験入学（6年）・宮小コンサート・感謝の会
- 3月 - 大掃除・卒業式・修了式

## 生徒数・学級数・校長
- 生徒数 - 517名（2019年5月1日時点）
  - 1年 - 85名
  - 2年 - 87名
  - 3年 - 72名
  - 4年 - 86名
  - 5年 - 86名
  - 6年 - 86名
  - 特別支援学級（学年混成） 15名
- 学級数 - 21学級（2020年度）
  - 1年 - 3クラス
  - 2年 - 3クラス
  - 3年 - 3クラス
  - 4年 - 3クラス
  - 5年 - 3クラス
  - 6年 - 3クラス
  - 特別支援学級 3クラス
- 校長 - 桑原辰夫（2018年度より）

## アクセス
- まめバス「⑩南ルート大殿井」・「⑫新南ルート」で、「宮崎小入口」停留所下車。
- 東武鉄道野田線（東武アーバンパークライン）
  - 愛宕駅から、徒歩15分。
  - 野田市駅より、
    - 徒歩15分。
    - 上述の「まめバス」に乗車し3分、「宮崎小入口」停留所下車。